# Os Filhos da Candinha
Sociedade Cultural Beneficente Os Filhos da Candinha é uma escola de samba da cidade de Porto Alegre. A sede da escola fica no bairro Partenon.

## História
A escola de samba Os Filhos da Candinha foi fundada no dia 20 de novembro de 1980.  A entidade foi campeã do Grupo II em 1990, apresentando o enredo: "Brasil, conta outra". Participou da categoria Especial por sete anos, de modo consecutivo, entre os anos de 1990 e 1996.
A escola voltou a conquistar um título em 2006, no então Grupo Intermediário B.
No ano de 2011, trocou as cores da bandeira, substituindo o verde, o amarelo e o prata de até então pelas cores atuais: Vermelho, dourado e branco. Thamy Souza, representante da escola no concurso Rainha do Carnaval de Porto Alegre, sagrou-se vencedora no ano de 2013.

## Lema da escola
| “ | Nem melhor, nem pior; simplesmente Candinha! | ” |

## Segmentos

### Presidentes
| Nome                                 | Mandato      | Ref.  |
| ------------------------------------ | ------------ | ----- |
| Walmor Rodrigues Alves               | 1990-1992    | [ 3 ] |
| João Luiz Montierr dos Santos        | 1993-1997    | [ 3 ] |
| João Gilberto Garcia da Silva "Beto" | 1997-1998    | [ 3 ] |
| João Luiz Montierr dos Santos        | 1999         | [ 3 ] |
| Aline Fabiane                        | ?-atualidade | [ 1 ] |

### Diretores
| Ano  | Diretor de Carnaval                   | Diretor Geral de Harmonia                     | Mestre de Bateria                      | Ref.  |
| ---- | ------------------------------------- | --------------------------------------------- | -------------------------------------- | ----- |
| 1990 | Marco Aurélio Montierr dos Santos     |                                               | Hilton Rogério Gonçalves               | [ 3 ] |
| 1991 | João Luiz Montierr dos Santos         |                                               | Hilton Rogério Gonçalves               | [ 3 ] |
| 1992 | João Luiz Montierr dos Santos         |                                               | Hilton Rogério Gonçalves               | [ 3 ] |
| 1993 | Carlos Alberto Dornelles              | Bráulio Pires Pontes Neto, o “Braulinho”      | Júlio César de Lucena, o “Mestre Inho” | [ 3 ] |
| 1994 | Bráulio Pires Pontes Neto "Braulinho" | João Guaraci Barbosa Pontes (“João Aruanda”)  | Júlio César de Lucena, o “Mestre Inho” | [ 3 ] |
| 1995 | Walmor Rodrigues Alves                | Valdir Santos de Oliveira                     | Hilton Rogério Gonçalves               | [ 3 ] |
| 1996 | Sérgio Renato Machado Bastos          | Jefersandro Sampaio dos Santos “Sandro Sampa” | Júlio César de Lucena, o “Mestre Inho” | [ 3 ] |
| 1997 | João Luiz Montierr dos Santos         | Paulo da Silva Dias, o “Jajá”                 | Hilton Rogério Gonçalves               | [ 3 ] |
| 1998 | João Luiz Montierr dos Santos         | Vicente Vanderlei Flores                      | Hilton Rogério Gonçalves               | [ 3 ] |
| 1999 | Vicente Vanderlei Flores              | Rogério Luiz                                  | Sergio Vinícius Rodrigues              | [ 3 ] |
| 2012 |                                       |                                               | Nego Dê                                | [ 1 ] |

### Casal de Mestre-sala e Porta-bandeira
| Ano  | Nome                          | Ref.  |
| ---- | ----------------------------- | ----- |
| 2005 | Zé Cartola e Neli             | [ 7 ] |
| 2012 | Cristiano Brocuá e Seychelles | [ 1 ] |

## Carnavais
| Ano                                               | Colocação       | Grupo           | Enredo | Carnavalesco                                    | Intérprete             | Ref.                        |
| ------------------------------------------------- | --------------- | --------------- | --- | ----------------------------------------------- | ---------------------- | --------------------------- |
| 1984                                              | 3.º lugar       | III             | |                                                 |                        |                             |
| 1985                                              | 3.º lugar       | III             | |                                                 |                        |                             |
| 1986                                              | 3.º lugar       | III             | |                                                 |                        |                             |
| 1987                                              | 3.º lugar       | III             | |                                                 |                        |                             |
| 1988                                              | 3.º lugar       | III             | |                                                 |                        |                             |
| 1989                                              | *               | III             | A grande constelação das estrelas negras.                                                                                 |                                                 |                        |                             |
| 1990                                              | Campeã          | III             | Brasil, conta outra. | Adroaldo Silva                                  |                        | [ 3 ]                       |
| 1991                                              | Vice-campeã     | 1B              | Magias de uma noite prateada.                                                                                             | Sandro Maia                                     | Renatinho              | [ 3 ] [ 8 ]                 |
| 1992                                              | 4.º lugar       | 1B              | Alô, Brasil! Estou "soft" mas com "aquilo" roxo.                                                                          | Carlos Alberto Dorneles                         | Cascudinho da Candinha | [ 3 ] [ 9 ]                 |
| 1993                                              | Vice-campeã     | 1B              | Um anjo negro de asas brancas chamado Liberdade.                                                                          | Carlos Alberto Dorneles e Juarez Soares de Lima | Sandro Ferraz          | [ 3 ]                       |
| 1994                                              | 5.º lugar       | 1A              | Na apoteose do samba, brilha um ser de luz.                                                                               | Adoniram Ferreira                               | Cláudio Barulho        | [ 3 ]                       |
| 1995                                              | 6.º lugar       | 1A              | Do Mercado Modelo à lavagem do Bonfim, uma África chamada Bahia.                                                          |                                                 | Buda                   | [ 3 ]                       |
| 1996                                              | 5.º lugar       | Especial        | Partenon - História de uma divagação romântica.                                                                           | Xico Corrêa e de Evandro Roberto Barbosa        | Sandro Sampa           | [ 3 ] [ 10 ]                |
| 1997                                              | 5.º lugar       | Especial        | Nem melhor, nem pior, Candinhando é o que é - Gelo em mim, Dona!                                                          | Xico Corrêa e de Evandro Roberto Barbosa        | Paulo Dias (Jajá)      | [ 3 ] [ 11 ]                |
| 1998                                              | 5.º lugar       | Especial        | Kawó-Kabiyesilé | Adroaldo Ives, o “Nêni”                         | Buda                   | [ 3 ] [ 12 ]                |
| 1999                                              | 8.º lugar       | Especial        | Um sonho no Universo da Mãe das artes.                                                                                    | Luiz Bueno                                      | Celo da Candinha       | [ 3 ] [ 13 ]                |
| 2000                                              | 7.º lugar       | Intermediário-A | A loira nossa de cada dia.                                                                                                | Cecéu                                           | Flavinho Junior        | [ 14 ] [ 15 ]               |
| 2001                                              | 4.º lugar       | Intermediário-B | Esse negro cheiroso e gostoso na Candinha vale ouro.                                                                      |                                                 |                        | [ 16 ]                      |
| 2002                                              | 5.º lugar       | Intermediário-B | Candinhando na apoteótica Grécia, tudo o que reluz é ouro.                                                                | Comissão de Carnaval                            | Roberto Costa          | [ 17 ] [ 18 ]               |
| 2003                                              | 5.º lugar       | Intermediário-B | Uma gaita ponto aberta para o Mundo.                                                                                      |                                                 | Flavinho Junior        | [ 19 ]                      |
| 2004                                              | 3.º lugar       | B               | Da Umbanda ao Batuque, faz o bem sem olhar a quem: Pedro da Oxum.                                                         | Ismar Silveira                                  | Leandro Bittencourt    | [ 20 ] [ 21 ]               |
| 2005                                              | Vice-campeã     | B               | Do Oiapoque ao Chuí, Brasil, eu fico aqui.                                                                                | Juarez                                          | Roberto Costa          | [ 22 ] [ 23 ] [ 24 ]        |
| 2006                                              | Campeã          | B               | Nas cores do arco-íris, um novo mundo é possível                                                                          | Nicacio S. Filho                                | Gilson Dornelles       | [ 4 ] [ 25 ] [ 26 ]         |
| 2007                                              | 16.º lugar      | Especial        | "Chocolate". A doce história do alimento dos Deuses. Essência divina e energia.                                           | Jonner Alves                                    | Leandro Bittencourt    | [ 27 ] [ 28 ]               |
| 2008                                              | 5.º lugar       | Acesso          | Nessa epopéia Farroupilha, Sílvio Roberto Gugu Streit, o mago da comunicação, faz o show.                                 | Kenny Bastos                                    | Sandro Sampa           | [ 29 ] [ 30 ]               |
| 2009                                              | 5.º lugar       | Acesso          | Da África para o Brasil, sou negro sim, e daí?                                                                            |                                                 | Zinho Melodia          | [ 2 ] [ 31 ] [ 32 ]         |
| 2010                                              | 4.º lugar       | A               | Sânscrito, Sarkara: Ouro branco que a Candinha traz para a avenida                                                        | Mauro Pegoraro "Xuxa"                           | Flavinho Junior        | [ 33 ] [ 34 ] [ 35 ] [ 36 ] |
| 2011                                              | 5.º lugar       | A               | Nos 30 da Candinha, o céu é meu teto, a terra é minha pátria, a liberdade é minha religião. Arriba, alarriba povo cigano! |                                                 |                        | [ 37 ]                      |
| 2012                                              | 7.º lugar       | Acesso          | Nesta noite engalanada, a Candinha reverencia sua rainha, a deusa encantada, Laroiê mulher.                               | César Costa (Césinha)                           | Alê Medeiros           | [ 1 ] [ 38 ]                |
| 2013                                              | 5.º lugar       | Acesso          | Candinha faz o seu papel... Levanta, sacode a poeira, dá a volta por cima e comanda o batidão: é nóis, mano!              |                                                 | Jhony da Candinha      | [ 39 ] [ 40 ]               |
| 2014                                              | 6.º lugar       | Acesso          | O bailar dos ventos, a caminhada eu venci - Eparreiô Viviane de Iansã                                                     | João Santos                                     | Gege Dornelles         | [ 41 ] [ 42 ]               |
| 2015                                              | Não desfilou    | Não desfilou    | Não desfilou | Não desfilou                                    | Não desfilou           |                             |
| 2016                                              | *               | Convidada       | Nas Cores do Arco-Íris, o Amor é Livre                                                                                    |                                                 | Mauro Sorriso          | [ 44 ]                      |
| As escolas da série Bronze não desfilaram em 2017 |                 |                 | |                                                 |                        |                             |
| Desfile cancelado em 2018                         |                 |                 | |                                                 |                        |                             |
| Não desfilou de 2019 à 2021                       |                 |                 | |                                                 |                        |                             |
| 2022                                              | *               | Convidada       | Nem Melhor Nem Pior Na Candinha todo Mundo é de Oxúm                                                                      |                                                 | Thiago Garcia          | [ 49 ]                      |
| 2023                                              | *               | Descentralizado | |                                                 |                        |                             |
| 2024                                              | 4.º Lugar       | Descentralizado | Renascendo das Cinzas para a Glória , Candinha, Esta é a Tua História                                                     | Xandinho                                        | Marcel Dubois          | [ 50 ] [ 51 ]               |
| 2025                                              | Desclassificada | Série Bronze    | A rainha da zona leste reverencia Maria Padilha das Almas, e convida o povo pra girar e sambar                            | Xandinho                                        | Thiago Garcia          | [ 52 ] [ 53 ] [ 54 ]        |

## Títulos
| Títulos da Filhos da Candinha | Títulos da Filhos da Candinha                    | Títulos da Filhos da Candinha | Títulos da Filhos da Candinha |
| ----------------------------- | ------------------------------------------------ | ----------------------------- | ----------------------------- |
| Grupo                         | Grupo                                            | Títulos                       | Anos                          |
|                               | Grupo-III / Intermediário-B (Atual Série Bronze) | 2                             | 1990, 2006                    |

## Prêmios
- Estandarte de Ouro

Grupo A
- 2010: Comissão de Frente[55]